# خايمي غارثيا كروث
خايمي غارثيا كروث (بالإسبانية: Jaime García Cruz، ولد في 3 أكتوبر 1910، مدريد، إسبانيا - توفي في 16 مايو 1959، بلد الوليد، إسبانيا) فارس إسباني.
حصل على الميدالية الفضية في دورة الألعاب الأولمبية الصيفية عام 1948 في سباق قفز الحواجز.

## إنجازاته

### الألعاب الأولمبية الصيفية
- 1948 لندن  المملكة المتحدة:  ميدالية فضية في قفز الحواجز الفرقية.